# The Call of the Simpsons
«The Call of the Simpsons», llamado «La llamada de los Simpson» en Hispanoamérica y «El abominable hombre del bosque» en España, es el séptimo episodio de la primera temporada de la serie animada Los Simpson, emitido originalmente el 18 de febrero de 1990. El episodio fue escrito por John Swartzwelder y dirigido por Wes Archer. Albert Brooks fue la estrella invitada. En 1990, el episodio fue nominado a un premio Emmy, en la categoría «Mejor mezcla de sonido en un programa de variedades, música o especial».

## Sinopsis
Al ver  la recién comprada casa rodante de su vecino Ned Flanders, Homer decide ir en busca de una, por lo que va a la tienda de Bob y pregunta por la más cara que tenga, pero no la puede comprar pues fue rechazada su tarjeta de crédito. Finalmente termina comprando una a muy bajo costo y usada, con la cual sale junto a la familia de excursión, no antes de tratar de causar envidia a Ned.
Al llegar al bosque, Homer comienza a manejar hasta perderse, por lo que decide frenar. Queda al borde de un precipicio, logrando salir antes que el vehículo caiga y se haga pedazos, con las provisiones. Al quedar en medio de la nada, Homer y Bart salen en busca de ayuda, siendo seguidos (sin saberlo) por Maggie, mientras Marge y Lisa se quedan en el lugar construyendo un refugio. A poco andar, Homer y Bart confunden el ruido que Maggie hace con su chupete con una serpiente de cascabel, huyendo del lugar.
Luego Maggie es "atrapada" por un oso al cual esta le presta uno de sus chupetes, siendo finalmente acogida por el oso y su "familia". Por otro lado, Homer y Bart caen por una cascada quedando sin ropa, tapándose solo con algunas ramas. Siguen en busca de ayuda, y luego de huir de un panal de abejas, Homer se tira en un charco de barro, siendo filmado por un turista que lo confunde con Pie Grande al estar lleno de barro y no poder pronunciar palabra, pues tenía picaduras de abeja tras haber comido miel del panal.
Al llegar el video a los medios de comunicación este causa gran impacto, por lo que se llena de prensa y cazadores el bosque, "atrapando" a Homer ante las explicaciones que Marge daba por su matrimonio con Pie Grande.
Finalmente en el Instituto de Simios de Springfield, doctores de diferentes nacionalidades trataban de determinar la exacta procedencia de Homer, argumentando algunos que era un simio, otros afirmaban que era humano, pero no había acuerdo al respecto.

## Producción
Originalmente, James L. Brooks, uno de los productores ejecutivos del programa durante esa época, sugirió para el argumento que Homer fuese llevado hacia el nido de un águila y era criado con un pichón, pero esto fue cambiado y finalmente fue Maggie quien convive con una familia de osos. La secuencia en la que Marge y Lisa hacen la hoguera era en realidad más larga, e incluía una conversación sobre Bart y Homer, pero fue editada. En el libreto original, Homer y Bart no hablaban en la escena en la que se cubren con barro y musgo, pero Sam Simon pensó que sería "divertido que Homer le enseñase a Bart" por lo que añadieron el diálogo.
Albert Brooks, quien grabó la voz del vaquero vendedor de automóviles en el episodio, no estaba seguro de si quería ser identificado por un programa animado, como muchas de las estrellas invitadas que habían aparecido en Los Simpson, por lo que de allí en adelante su nombre siempre figuró en los créditos como A. Brooks. Este episodio fue una sátira a los especiales Pie Grande que se habían emitido en la cadena FOX al momento en que el capítulo estaba siendo escrito. Se empleó mucho trabajo en hacer los fondos del episodio, ya que trataron de hacerlos lo más realistas y con más detalles posibles, tales como árboles, rocas y vallas ubicadas para delimitar las carreteras. Más tarde, Burger King publicó una serie de figuras basadas en la familia Simpson vestidos de día de campo, tal como en este episodio.